# Matteo Trevisan
Matteo Trevisan (Firenze, 13 agosto 1989) è un ex tennista italiano.
Numero uno del mondo tra gli juniores nel 2007, non ha mantenuto le aspettative tra i professionisti e ha ottenuto discreti risultati solo nel circuito ITF. Ha perso fiducia nelle proprie possibilità e dopo una serie di infortuni ha interrotto la carriera professionistica nel 2017 per dedicarsi ai campionati societari e all'insegnamento del tennis.

## Biografia
Trevisan ha vinto Wimbledon nella categoria doppio ragazzi nel 2007. La madre Monica è una maestra di tennis, il padre Claudio è un ex calciatore che ha giocato anche in serie B. La sorella, Martina, è anche lei tennista.

## Carriera

### Juniores
Cresciuto al Tennis Club di Santa Croce sull'Arno, nel settembre 2005 riceve una wild card per il Futures di Oristano uscendo al primo turno, l'anno seguente comincia a frequentare l'ITF Junior Circuit. A maggio 2007 conquista il prestigioso Trofeo Bonfiglio battendo in finale il francese Stephane Piro, primo italiano imporsi in questo torneo dal successo di Florian Allgäuer nel 1997, risultato che gli consente di raggiungere la prima posizione del ranking mondiale juniores. Subito dopo partecipa da testa di serie numero 1 al Roland Garros ed esce in semifinale contro l'australiano Greg Jones. Al successivo torneo di Wimbledon viene eliminato in singolare nei quarti dallo stesso Jones ma trionfa nel torneo di doppio insieme al paraguayano Daniel-Alejandro Lopez. Poche settimane più tardi disputa la prima finale in un torneo Futures. Nel quarto e ultimo Slam dell'anno, gli US Open, perde in semifinale contro Ričardas Berankis. Nel periodo juniores entra a far parte del Centro Tecnico Federale di Tirrenia e viene seguito con profitto da Renzo Furlan e Cristian Brandi. Alla fine del 2007 viene assegnato alle cure del nuovo tecnico federale Eduardo Infantino, con il quale non riuscirà a legare.

### Professionismo
Fa il suo esordio tra i professionisti nel 2005, dopo alcune altre apparizioni nel 2006 inizia a giocare con maggiore continuità nel 2007 e in agosto disputa la sua prima finale ITF Futures all'Italy F25 di Imperia. Nel 2008 abbandona i tornei juniores e comincia a partecipare stabilmente a tornei Futures. Afflitto da mononucleosi fin dai primi mesi dell'anno, in maggio riceve una wild card per le qualificazioni degli Internazionali d'Italia e viene sconfitto al primo turno dal nº 58 del mondo Jonas Björkman in tre set. Nel prosieguo della stagione raggiunge solamente una semifinale nel Futures Italy F23, riesce comunque a vincere il suo primo incontro in un torneo di categoria Challenger superando Alexandre Sidorenko al primo turno degli Internazionali di Tennis dell'Umbria a Todi, scalando così circa 250 posizioni del ranking.
Il 2009 è un'annata avara di soddisfazioni, cerca di recuperare dopo essere guarito dalla mononucleosi e si procura diverse lesioni muscolari che lo tengono spesso fuori dal circuito. A settembre si affida alle cure del nuovo tecnico Fabrizio Fanucci. L'unico risultato di rilievo del 2009 è la semifinale raggiunta in un Futures turco in ottobre, chiude tuttavia la stagione alla 635ª posizione contro la 888ª di gennaio.
All'esordio stagionale del 2010 raggiunge la semifinale nel Futures Spain F5 di Murcia a febbraio, a metà marzo gioca la sua prima finale in un torneo Challenger a Caltanissetta, elimina tra gli altri il nº 92 ATP Paolo Lorenzi (nella sua prima vittoria su un top 100) e viene sconfitto da Robin Haase, salendo a fine torneo alla 376ª posizione del ranking. Eliminato nei quarti in aprile a Monza, ad agosto si aggiudica l'unico titolo Challenger in carriera vincendo con Thomas Fabbiano il torneo di doppio a Trani con il successo in finale su Filippo Volandri / Daniele Bracciali per 6-2, 7-5. Nello stesso torneo raggiunge la semifinale in singolare eliminando Peter Luczak, Alessio Di Mauro e Daniele Giorgini, e viene sconfitto da Jesse Huta Galung. A settembre raggiunge i quarti di finale anche a Brașov, entra stabilmente nelle prime 300 posizioni del ranking e a ottobre raggiunge la 267ª, che resterà il suo best ranking in carriera.
Nel gennaio 2011 fa la sua unica apparizione in carriera alle qualificazioni di un torneo del Grande Slam agli Australian Open e viene subito sconfitto da Franko Škugor dopo aver vinto il primo set e aver operato un break nel secondo. In questo periodo subisce altre sconfitte simili che incidono negativamente sul suo morale, si rende conto di non saper reggere la pressione e ha inizio il suo declino, anche per la scarsa copertura delle spese da parte della Federazione. Nel prosieguo della carriera dimostrerà più volte di aver conservato intatte le sue doti tecniche, ma gli farà difetto la continuità e la concentrazione. A giugno alza il primo trofeo da professionista in singolare sconfiggendo per 6-3, 6-4 Gianluca Naso nella finale del Futures Italy F13 a Parma.
Nel marzo 2012 vince il torneo di doppio al Futures Spain F5, subisce quindi una lesione parziale al tendine del polso, gioca durante l'anno solo otto tornei e deve chiudere la stagione a inizio giugno. In questo periodo torna ad allenarsi con il vecchio allenatore  Catarsi al club di Santa Croce sull’Arno dove era cresciuto. Riprende l'attività nel febbraio del 2013 e a marzo si trova oltre la 1200ª posizione del ranking ATP. A fine mese raggiunge la finale del Futures Italy F1 di Trento dotato di un montepremi di 15000 $, risultato che gli consente di risalire immediatamente alla posizione n° 755; nello stesso torneo vince il titolo in doppio. Il 5 maggio 2013 vince la finale all'Italy F6 di Pozzuoli contro Lorenzo Giustino con il punteggio di 7-5, 6-2. A fine mese vince anche la finale dell'Italy F9 a Bergamo contro Thomas Fabbiano. Nella parte finale della stagione disputa un'altra finale nei Futures, persa contro Nikoloz Basilašvili, e non va mai oltre il secondo turno nei tornei Challenger. A dicembre risale alla 341ª posizione mondiale.
Il miglior risultato nei Challenger del 2014 sono i quarti di finale raggiunti all'esordio stagionale in febbraio a Bergamo. Quell'anno disputa tre finali Futures in singolare e vince quelle dell'Italy F17 di Parma a giugno e dell'Italy F25 a Pontedera in agosto. Si aggiudica due titoli anche in doppio, il primo all'Italy F15 in maggio e il secondo in giugno all'Italy F17. A fine anno raggiunge il best ranking di doppio in carriera al 341º posto mondiale, mentre in singolare non va oltre la 304ª posizione in marzo e chiude la stagione alla 388ª.
Nel marzo 2015 vince per la prima volta un Futures all'estero in singolare al Croatia F4 di Parenzo e a maggio supera Federico Gaio nella finale dell'Italy F10 a Bergamo. A luglio supera per la prima e unica volta in carriera le qualificazioni di un torneo ATP al Croatia Open di Umago eliminando nell'ordine Andre Sa, Franko Škugor e Facundo Bagnis, e viene sconfitto al primo turno del main draw da Paolo Lorenzi con il punteggio di 6-1, 2-6, 5-7. Il 2015 è l'ultima stagione in cui supera le qualificazioni nei tornei Challenger, gli riesce nei tornei di Cortina e Cordenons, e in entrambi i casi viene eliminato al secondo turno del tabellone principale. Risale fino al 382º posto del ranking e a fine anno scende al 464º.
Nel 2016 gioca pochi tornei, nella prima parte della stagione non consegue risultati di rilievo e scende oltre la 1000ª posizione del ranking. Il 28 agosto ottiene l'ultimo risultato significativo in carriera vincendo il Futures Italy F26 di Piombino con il successo in finale su Hugo Grenier per 7-5, 6-4. Il successivo Italy F28 di settembre è il suo ultimo torneo stagionale, e lo vede sconfitto al primo turno. Torna a giocare ormai sfiduciato nel marzo 2017 e perde al primo turno in un Futures portoghese. Dopo un'altra pausa di 4 mesi gioca il suo ultimo torneo da professionista all'Italy F23 di Pontedera, vince il suo ultimo incontro battendo Walter Trusendi e viene sconfitto al secondo turno da Igor Sijsling. Nel periodo successivo coltiva la sua passione per le competizioni continuando a giocare con successo nei tornei societari a squadre toscani e intraprende la carriera di allenatore partendo dai circoli toscani. Nel maggio 2018 fa la sua ultima apparizione tra i professionisti partecipando senza alcuna convinzione e senza successo alle pre-qualificazioni degli Internazionali d'Italia.

## Statistiche

### Tornei minori

#### Singolare

##### Vittorie (8)
| Legenda        |
| Challenger (0) |
| Futures (8)    |

| N. | Data           | Torneo               | Superficie  | Avversari in finale | Punteggio |
| 1. | 12 giugno 2011 | Italy F13, Parma     | Terra rossa | Gianluca Naso       | 6-3, 6-4  |
| 2. | 5 maggio 2013  | Italy F6, Pozzuoli   | Terra rossa | Lorenzo Giustino    | 7-5, 6-2  |
| 3. | 26 maggio 2013 | Italy F9, Bergamo    | Terra rossa | Thomas Fabbiano     | 6-4, 6-4  |
| 4. | 8 giugno 2014  | Italy F17, Parma     | Terra rossa | Thales Turini       | 6-3, 6-3  |
| 5. | 3 agosto 2014  | Italy F25, Pontedera | Terra rossa | Francesco Picco     | 6-2, 6-1  |
| 6. | 15 marzo 2015  | Croatia F4, Parenzo  | Terra rossa | Ivan Bjelica        | 6-0, 6-2  |
| 7. | 24 maggio 2015 | Italy F10, Bergamo   | Terra rossa | Federico Gaio       | 6-4, 6-4  |
| 8. | 28 agosto 2016 | Italy F26, Piombino  | Cemento     | Hugo Grenier        | 7-5, 6-4  |

##### Sconfitte in finale (5)
| Legenda        |
| Challenger (1) |
| Futures (4)    |

| N. | Data           | Torneo                                | Superficie  | Avversari in finale    | Punteggio        |
| 1. | 5 agosto 2007  | Italy F25, Imperia                    | Terra rossa | Alberto Giraudo        | 6-3, 3-6, 2-6    |
| 2. | 21 marzo 2010  | Città di Caltanissetta, Caltanissetta | Terra rossa | Robin Haase            | 5-7, 3-6         |
| 3. | 31 marzo 2013  | Italy F1, Trento                      | Sintetico   | Mirza Basic            | 6(4)–7, 6-1, 2-6 |
| 4. | 18 agosto 2013 | Italy F21, Appiano                    | Terra rossa | Nikoloz Basilašvili    | 5-7, 6-3, 4-6    |
| 5. | 13 aprile 2014 | Croatia F7, Pola                      | Terra rossa | Inigo Cervantes Huegun | 7-5, 5-7, 1-6    |

#### Doppio

##### Vittorie (6)
| Legenda        |
| Challenger (1) |
| Futures (5)    |

| N. | Data           | Torneo             | Superficie  | Compagno         | Avversari in finale                 | Punteggio         |
| 1. | 14 agosto 2010 | Trani Cup, Trani   | Terra rossa | Thomas Fabbiano  | Filippo Volandri Daniele Bracciali  | 6-2, 7-5          |
| 2. | 10 marzo 2012  | Spain F5, Reus     | Terra rossa | Enrico Burzi     | Jose Checa-Calvo Carlos Poch-Gradin | 3-6, 6-0, [12-10] |
| 3. | 30 marzo 2013  | Italy F1, Trento   | Sintetico   | Lorenzo Frigerio | Francesco Borgo Marco Bortolotti    | 6-3, 6-4          |
| 4. | 24 maggio 2014 | Italy F15, Bergamo | Terra rossa | Lorenzo Frigerio | Marco Crugnola Alessandro Motti     | 6-4, 6-4          |
| 5. | 7 giugno 2014  | Italy F17, Parma   | Terra rossa | Lorenzo Frigerio | Bjorn Fratangelo Mitchell Krueger   | 6-3, 6-2          |
| 6. | 26 luglio 2014 | Italy F24, Fano    | Terra rossa | Lorenzo Frigerio | Francesco Borgo Marco Bortolotti    | 6-3, 6-2          |

### Finali juniores del Grande Slam

#### Doppio

##### Vittorie (1)
| N. | Data          | Torneo                      | Superficie | Compagno               | Avversari in finale        | Punteggio           |
| 1. | 8 luglio 2007 | Torneo di Wimbledon, Londra | Erba       | Daniel Alejandro López | Roman Jebavy Martin Kližan | 7–6(5), 4-6, [10-8] |